# 武田仰天子
武田 仰天子（たけだ ぎょうてんし、1854年8月19日（嘉永7年7月25日） - 1926年4月10日（大正15年4月10日））は、日本の作家。本名は頴（えい）。

## 経歴
現在の大阪府堂島に生まれる。堺県立河泉学校卒業。大阪で小学校教員や官吏を経て、記者となる。
1889年（明治22年）に『三都の花』を金港堂書籍『都の花』に発表したことで認められ、1891年（明治24年）に上京。1897年（明治30年）に東京朝日新聞に入社してからは小説欄を担当し、『諏訪部』を初めとする長編時代小説を30編ほど執筆した。
新聞小説を執筆する一方で児童文学作品の執筆も手掛け、1894年（明治27年）には雑誌『少年文学』第27編にて、少年向け歴史小説の草分けともされる『二代忠孝』を発表。以降も子供向けの作品を執筆するが、その多くは彼が独自に生み出した教訓性の高い御伽噺であった。1904年（明治37年）1月からはほぼ毎月、雑誌『少年』にそのような御伽噺を執筆した。
1907年（明治40年）には、文部省による仮作物語公募に本名で作品を応募。巖谷小波に加え、芳賀矢一や上田萬年などの文部省側の代表者による審査の結果、彼の作品『競馬』は第1等で当選し、他13編と合わせて『教訓仮作物語』にまとめられた。
大正以降は御伽噺ではなく、歴史物を中心に手掛けるようになり、『武蔵坊弁慶』『鎮西八郎為朝』『長屋喜兵次』『三国志物語』など、少年向けの歴史小説を多く執筆した。

## 主な作品
- 二代忠孝（1894年、博文館）

関ヶ原の戦いで破れた宇喜多秀家が自身の子や乳母と八丈島に流刑となった後、乳母の子供である沢橋兵太夫が母や旧主のために奔走したという史実をもとにした歴史小説。
- 競馬（1908年）

子供を騎手とした競馬によって村の支配を定めるという神事の中、途中で池に落ちた競争相手を見た主人公が飛び込んで救助したことで賛美されるという筋書きの小説。騎手の心理などを一切述べることなく、事実経過を述べる手法で書かれた。